# 2004–2005-ös magyar gyeplabdabajnokság
A 2004–2005-ös magyar gyeplabdabajnokság a hetvenötödik gyeplabdabajnokság volt. A bajnokságban öt csapat indult el, a csapatok két kört játszottak.

## Tabella
| #  | Csapat       | M | Gy | D | V | G+ | G- | P  |
| -- | ------------ | - | -- | - | - | -- | -- | -- |
| 1. | Építők HC    | 8 | 8  | 0 | 0 | 39 | 10 | 24 |
| 2. | Rosco SE     | 8 | 5  | 1 | 2 | 40 | 17 | 16 |
| 3. | Olcote HC    | 8 | 3  | 2 | 3 | 15 | 17 | 11 |
| 4. | Rosco SE II. | 8 | 1  | 1 | 6 | 17 | 41 | 4  |
| 5. | ARES HC      | 8 | 1  | 0 | 7 | 19 | 45 | 3  |

* M: Mérkőzés Gy: Győzelem D: Döntetlen V: Vereség G+: Ütött gól G-: Kapott gól P: Pont